# Piper truman-yunckeri
Piper truman-yunckeri là một loài thực vật thuộc họ Piperaceae. Đây là loài đặc hữu của Ecuador.